# 谷那庚受
谷那 庚受（こくな こうじゅ、生没年不詳）は、奈良時代の官人・陰陽師。名は康受とも記す。氏姓は谷那（無姓）のち難波連。大山下・谷那晋首の子孫と想定される。位階は従六位下。難波 吉成（なにわ の よしなり）と同一人物とする説がある。

## 出自
谷那氏（のち難波連）は高麗国の好太王の後裔とされる、高句麗系渡来氏族。

## 経歴
聖武朝の神亀年間（724年 - 729年）に陰陽に長じた人物とされる。神亀元年（724年）多数の渡来人に対して日本風の氏姓が与えられた際、庚受は谷那（無姓）から難波連に改姓している。
天平2年（730年）諸博士が高齢で老衰してきたことから学業を後進に教授することになり、「難波連吉成」という者が3人の弟子を取って陰陽を学ばせるように命ぜられているが、この吉成と庚受は同一人物ともされる。なお、吉成は天平3年（731年）正六位下から外従五位下に昇叙されている。